# The Cave Man (film 1912)
The Cave Man è un cortometraggio muto del 1912 diretto da Charles L. Gaskill e Ralph Ince e conosciuto anche con il titolo alternativo The Cave Man; or, Before a Book Was Written.

## Produzione
Il film fu prodotto dalla Vitagraph Company of America.

## Distribuzione
Distribuito dalla General Film Company, il film - un cortometraggio in una bobina - uscì nelle sale cinematografiche statunitensi il 16 aprile 1912.